# Cadmi(II) fluoride
Cadmi(II) fluoride là một hợp chất vô cơ có thành phần là hai nguyên tố cadmi và flo, và công thức hóa học là CdF2. Hợp chất này là nguồn cadmi chủ yếu, tan ít trong nước được sử dụng trong các ứng dụng nhạy cảm với oxy, chẳng hạn như trong việc sản xuất hợp kim. Ở nồng độ cực thấp, hợp chất fluoride này và các hợp chất fluoride khác được sử dụng trong các quy trình điều trị một cách hạn chế. Các hợp chất fluoride cũng có những ứng dụng đáng kể trong tổng hợp các hợp chất hóa học hữu cơ.

## Điều chế
Cadmi(II) fluoride được điều chế bằng phản ứng của khí flo hoặc hydro fluoride với kim loại cadmi hoặc muối của nó, chẳng hạn như các hợp chất chloride, oxit hoặc sunfat. Ngoài ra, hợp chất này cũng có thể thu được bằng cách hòa tan cadmi(II) cacbonat trong dung dịch axit flohydric 40%, sau đó làm bay hơi dung dịch và sấy khô trong chân không ở nhiệt độ 150 °C.
Một phương pháp điều chế khác là trộn cadmi(II) chloride vào dung dịch amoni fluoride, tiếp theo là chờ hỗn hợp kết tinh. Hợp chất cadmi(II) fluoride không hòa tan được lọc ra khỏi dung dịch.
Cadmi(II) fluoride cũng được điều chế bằng phản ứng flo với cadmi(II) sulfide. Phản ứng này xảy ra rất nhanh và tạo thành hợp chất fluoride gần như nguyên chất ở nhiệt độ thấp hơn nhiều so với các phản ứng khác được sử dụng.